# Уставни суд Републике Хрватске
Уставни суд Републике Хрватске је независна институција која гарантује поштовање и примјену Устава Републике Хрватске.
Сједиште Уставног суда је на Тргу Светог Марка у Загребу.

## Организација
Уставни суд Републике Хрватске чини 13 судија које бира Хрватски сабор двотрећинском већином гласова укупног броја посланика из реда истакнутих правника, посебно судија, тужилаца, адвоката и универзитетских професора правних наука, на начин и у поступку прописаним уставним законом. Уставни суд бира предсједника на вријеме од четири године.
Судије Уставног суда не могу обављати никакву другу јавну ни професионалну дужност. Судије имају имунитет као и посланици у Хрватском сабору.
Уставни суд Републике Хрватске доноси одлуке и рјешења већином гласова свих судија. Одлуку доноси када одлучује о суштини ствари, а у осталим случајевима доноси рјешење. Одлуке и рјешења морају бити образложена. Захтјев за покретање поступка пред Уставним судом могу поднијети: једна петина посланика Хрватског сабора, радно тијело Хрватског сабора, предсједник Републике Хрватске, Влада Републике Хрватске за оцјену сагласности прописа с Уставом и законом, Врховни суд Републике Хрватске или други суд, ако питање уставности и законитости настане у поступку вођеним пред тим судом, омбудсман у поступцима из члана 92. Устава.
Унутрашње устројство Уставног суда уређује се његовим пословником, а обухвата уставносудска тијела и управу Уставног суда. Уставносудска тијела су: Сједница Уставног суда, вијећа за рјешавање претпоставки за одлучивање о уставним тужбама, вијећа за одлучивање о уставним тужбама, вијећа за изборне спорове и вијећа за одлучивање о жалбама против одлука о разрјешењу судијске дужности и одлука о дисциплинској одговорности судија.

## Надлежност
Уставни суд Републике Хрватске своје дјеловање заснива на одредбама Устава Републике Хрватске и Уставног закона о Уставном суду Републике Хрватске, као и Пословника Уставног суда Републике Хрватске.
Уставни суд Републике Хрватске:
- одлучује о сагласности закона с Уставом;
- одлучује о сагласности других прописа с Уставом и законом;
- може оцјењивати уставност закона те уставност и законитост других прописа који су престали важити ако од тог престанка до подношења захтјева или предлога за покретање поступка није прошло више од годину дана;
- одлучује поводом уставних тужби против појединачних одлука државних органа, органа јединица локалне и подручне (регионалне) самоуправе те правних лица с јавним овлашћењима кад су тим одлукама повређена људска права и основне слободе, као и право на локалну и подручну (регионалну) самоуправу гарантовани Уставом;
- прати остваривање уставности и законитости те о уоченим појавама неуставности и незаконитости извјештава Хрватски сабор;
- рјешава сукоб надлежности између органа законодавне, извршне и судске власти;
- одлучује, у складу с Уставом, о одговорности предсједника Републике;
- надгледа уставност програма и дјеловања политичких странака и може, у складу с Уставом, забранити њихов рад;
- надгледа уставност и законитост избора и државног референдума и рјешава изборне спорове који нису у дјелокругу судова;
- обавља друге послове одређене Уставом.

Ако Уставни суд утврди да надлежни орган није донио пропис за извршење одредаба Устава, закона и других прописа, а био је дужан такав пропис донијети, о томе обавјештава Владу. О прописима које је била дужна донијети Влада обавјештава Хрватски сабор.
У случају дуже спријечености усљед болести или неспособности, а посебно ако предсједник Републике није у стању одлучити о повјеравању дужности привременом замјенику, предсједник Хрватског сабора преузима дужност привременог предсједника Републике на основу одлуке Уставног суда. Уставни суд о томе одлучује на предлог Владе. Такође, предсједник Републике не може бити притворен нити се против њега може покренути кривични поступак без претходног одобрења Уставног суда.
Против одлуке о разрјешењу судијске дужности судија има право на жалбу Уставном суду у року од 15 дана од дана доставе оспораване одлуке. О жалби одлучује већином гласова вијеће Уставног суда састављено од шест судија. Уставносудском одлуком којом се жалба усваја као основана укида се оспорава одлука, а предмет се враћа Државном судском вијећу на поновни поступак. Такође, против одлуке Државног судског вијећа о дисциплинској одговорности судија има право на жалбу Уставном суду. Уставносудска одлука или рјешење Уставног суда о жалбама судија искључује право на уставну тужбу.